# Corinna (Maine)
Corinna ist eine Town im Penobscot County des Bundesstaates Maine in den Vereinigten Staaten. Im Jahr 2020 lebten dort 2221 Einwohner in 1093 Haushalten auf einer Fläche von 102,20 km².

## Geografie
Nach dem United States Census Bureau hat Corinna eine Gesamtfläche von 102,20 km², von der 100,18 km² Land sind und 2,02 km² aus Gewässern bestehen.

### Geografische Lage
Corinna liegt im Südwesten des Penobscot Countys, im Westen grenzt das Somerset County an. Durch die Town fließt in südliche Richtung der East Branch Sebasticook River. Zentral auf dem Gebiet der Town befindet sich das East Branch Sebasticook River Reservoir, im Süden grenzt der Sebasticook Lake an und im Nordwesten der Weymouth Pond. Weitere kleinere Seen liegen verteilt auf dem Gebiet von Corinna. Die Oberfläche ist eben, ohne nennenswerte Erhebungen.

### Nachbargemeinden
Alle Entfernungen sind als Luftlinien zwischen den offiziellen Koordinaten der Orte aus der Volkszählung 2010 angegeben.
- Norden: Dexter, 11,1 km
- Nordosten: Garland, 16,8 km
- Osten: Exeter, 10,8 km
- Südosten: Stetson, 14,3 km
- Süden: Newport, 8,7 km
- Südwesten: Palmyra, Somerset County, 14,2 km
- Westen: St. Albans, Somerset County, 10,3 km
- Nordwesten: Ripley, Somerset County, 12,9 km

### Stadtgliederung
In Corinna gibt es mehrere Siedlungsgebiete: Bonds Corners, Corinna, Corinna Center, Ellis Corner, Jennings Corner, Katen Corner, Knox Hill Corners, Lincoln Mills, Moody, Morse Corners, North Corinna, Owen, Pleasant Vale Corner, Pleasantvale, Spragues Mill und West Corinna.

### Klima
Die mittlere Durchschnittstemperatur in Corinna liegt zwischen −11,1 °C (12 °F) im Januar und 20,6 °C (69 °F) im Juli. Damit ist der Ort gegenüber dem langjährigen Mittel der USA um etwa 9 Grad kühler. Die Schneefälle zwischen Oktober und Mai liegen mit bis zu zweieinhalb Metern mehr als doppelt so hoch wie die mittlere Schneehöhe in den USA; die tägliche Sonnenscheindauer liegt am unteren Rand des Wertespektrums der USA.

## Geschichte
Im Jahr 1804 wurde das Gebiet an John Warren aus Boston durch den Bundesstaat Massachusetts verkauft. Die Town Corinna wurde am 11. Dezember 1816 als eigenständige Town organisiert. Zuvor wurde das Gebiet als Township No. 4, Fourth Range North of Waldo Patent (T4 R4 NWP) bezeichnet.

### Einwohnerentwicklung
| Volkszählungsergebnisse – Town of Corinna, Maine | Volkszählungsergebnisse – Town of Corinna, Maine | Volkszählungsergebnisse – Town of Corinna, Maine | Volkszählungsergebnisse – Town of Corinna, Maine | Volkszählungsergebnisse – Town of Corinna, Maine | Volkszählungsergebnisse – Town of Corinna, Maine | Volkszählungsergebnisse – Town of Corinna, Maine | Volkszählungsergebnisse – Town of Corinna, Maine | Volkszählungsergebnisse – Town of Corinna, Maine | Volkszählungsergebnisse – Town of Corinna, Maine | Volkszählungsergebnisse – Town of Corinna, Maine |
| Jahr                                             | 1800                                             | 1810                                             | 1820                                             | 1830                                             | 1840                                             | 1850                                             | 1860                                             | 1870                                             | 1880                                             | 1890                                             |
| ------------------------------------------------ | ------------------------------------------------ | ------------------------------------------------ | ------------------------------------------------ | ------------------------------------------------ | ------------------------------------------------ | ------------------------------------------------ | ------------------------------------------------ | ------------------------------------------------ | ------------------------------------------------ | ------------------------------------------------ |
| Einwohner                                        |                                                  |                                                  | 411                                              | 1079                                             | 1704                                             | 1550                                             | 1597                                             | 1513                                             | 1503                                             | 1207                                             |
| Jahr                                             | 1900                                             | 1910                                             | 1920                                             | 1930                                             | 1940                                             | 1950                                             | 1960                                             | 1970                                             | 1980                                             | 1990                                             |
| Einwohner                                        | 1170                                             | 1237                                             | 1394                                             | 1485                                             | 1515                                             | 1752                                             | 1895                                             | 1700                                             | 1887                                             | 2196                                             |
| Jahr                                             | 2000                                             | 2010                                             | 2020                                             | 2030                                             | 2040                                             | 2050                                             | 2060                                             | 2070                                             | 2080                                             | 2090                                             |
| Einwohner                                        | 2145                                             | 2198                                             | 2221                                             |                                                  |                                                  |                                                  |                                                  |                                                  |                                                  |                                                  |

## Kultur und Sehenswürdigkeiten

### Bauwerke
In Corinna wurde ein Gebäude ins National Register of Historic Places aufgenommen.
- Stewart Free Library, 1974 unter der Register-Nr. 74000190.[9]

## Wirtschaft und Infrastruktur

### Verkehr
In Corinna kreuzt sich die nordsüdlich verlaufende Maine State Route 7 mit der westöstlich verlaufenden Maine State Route 43. Am Kreuzungspunkt zweigt zudem die Maine State Route 222 ab.

### Öffentliche Einrichtungen
In Corinna gibt es keine medizinischen Einrichtungen oder Krankenhäuser. Nächstgelegene Einrichtungen für die Bewohner von Corinna befinden sich in Pittsfield, St. Albans und Dexter.
Die Stewart Free Library liegt an der Levi Stewart Drive in Corinna.

### Bildung
Corinna gehört mit Dixmont, Etna, Hartland, Newport, Palmyra, Plymouth und St. Albans zur Regional School Unit 19.
Im Schulbezirk werden folgende Schulen angeboten:
- Corinna Elementary School, in Corinna, mit Schulklassen von Pre-Kindergarten bis zum 4. Schuljahr
- Etna-Dixmont School in Etna, mit Schulklassen von Pre-Kindergarten bis zum 8. Schuljahr
- Newport/Plymouth Elementary School in Newport, mit Schulklassen  von Pre-Kindergarten bis zum 6. Schuljahr
- St. Albans Consolidated in St. Albans, mit Schulklassen  von Pre-Kindergarten bis zum 5. Schuljahr
- Somerset Valley Middle School in Hartland, mit Schulklassen vom 5. bis zum 8. Schuljahr
- Sebasticook Middle School in Newport, mit Schulklassen vom 5. bis zum 8. Schuljahr
- Nokomis Regional High in Newport, mit Schulklassen vom 9. bis zum 12. Schuljahr

## Persönlichkeiten

### Söhne und Töchter der Stadt
- Sam Fifield (1839–1915), Politiker und Vizegouverneur des Bundesstaates Wisconsin